# Prvić
Prvić je otok u šibenskom otočju, u blizini Vodica. Površina otoka je 2,41 km², a broj stanovnika otoka je 453 (od 2001.) Dužina obale je 10,6 km, a koeficijent razvedenosti obale je 1,93. Najviši vrh na otoku je Vitković (79 m). Na otoku postoje dva tipična dalmatinska ribarska naselja: Prvić Luka i Šepurine, a međusobno su povezani jedan kilometar dugom cestom. Šepurine se nalaze na zapadnom dijelu otoka, a Prvić Luka smještena je na jugoistočnom dijelu otoka. Otok je naseljen još u antičko doba pa je tako ispod crkve Gospinog Porođenja pronađeno antičkih i kasnoantičkih materijalnih ostataka (keramika, grobovi u amforama, ranokršćanski kapitel), a u blizini crkve rimska tegula (krovna opeka)iz 1. st. nove ere. Otok Prvić je prirodni nastavak otoka Zlarina, što dokazuju brojni podmorski plićaci i greben Raženik i otočić Lupac. Otok leži 1 n/m jugoistočno od grada Vodica. Zanimljivo je što taj otok nije građen od vapnenca kao ostali otoci, već od krednih dolomita. Živopisne uvale i uvalice privlače kupače koji traže u ljepoti prirode usamljenost i mir.
Oba naselja na otoku zaštićena su od Ministarstva kulture RH kao nacionalna kulturna baština.
Otok je poznat i pod nazivom Faustov otok – otok Fausta Vrančića, znanstvenika, povjesničara, jezikoslovaca, filozofa, matematičara i fizičara, koji je živio u 17. stoljeću, rodio se u Šibeniku, a na otoku je proveo svoje djetinjstvo. Umro je u Veneciji, a po svojoj želji je pokopan na otoku u crkvi Sv. Marije od Milosti u Prvić Luci.

## Povijest
Od srednjeg vijeka otok je služio boravku šibenskih plemićkih obitelji koje su se na Prvić sklanjale od kuge kako 1487. godine kaže poznati Šibenčanin Juraj Šižgorić u djelu ˝O smještaju Ilirije i gradu Šibeniku˝. Šibenski plemići uzimaju u zakup od općine zemlje na Prviću i daju ih na obradu težacima što inicira veće naseljavanje otoka (povijesno možemo pratiti od kraja 14. stoljeća). Najvažniji val stanovništva dolazi od 15. stoljeća vezano uz veliku tursku opasnost kada se na otok seli stanovništvo velikog srednjovjekovnog naselja na Srimi i osniva Prvić Šepurine. U Prvić Luci franjevci trećoredci glagoljaši dolaze 1461. godine i osnivaju samostan s crkvom Gospe od Milosti. Spominje se i benediktinski samostan u jednoj ispravi iz 1267. godine, ali on nije materijalno potvrđen.
Ime Prvić najvjerojatnije potječe od činjenice što je naseljeni otok najbliži kopnu, prvi. Pučanstvo se bavilo ribolovom, maslinarstvom, vinogradarstvom i pomorstvom, sve do prve polovice 20. stoljeća, kada ih se većina iseljava. Dvadesetih godina prošlog stoljeća, Prvić je bio najgušće naseljeni hrvatski otok, s oko 1.300 stanovnika/km². On je i danas jedini iz kategorije malih otoka (manjih od 15 km²) koji ima dva naselja.
U Drugom svjetskom ratu stanovnici otoka Prvića organizirano su se uključili u antifašističku borbu protiv nacizma i fašizma. Mnogi su stanovnici poginuli, a o njihovu herojstvu danas svjedoče brojni partizanski spomenici u oba mjesta otoka Prvića.

## Kultura
U mjestu Šepurine nalaze se dvije crkve. Manja crkvica, izgrađena u srednjem vijeku, posvećena je svetoj Jeleni Križarici, majci cara Konstantina Velikog. Nova, veća crkva, potječe iz konca 19. stoljeća i posvećena je Uznesenju Blažene Djevice Marije. U Šepurinama se nalazi i barokni ljetnikovac znamenitih plemića Antuna i Fausta Vrančića, koji je danas u vlasništvu plemićke obitelji Draganić. U Prvić Luci se nalazi crkva Gospe od Milosti gdje je na vlastiti zahtjev pokopan hrvatski polihistor, izumitelj i diplomat Faust Vrančić. Svake godine u oba se mjesta na otoku održavaju razne kulturne manifestacije, glazbeni koncerti, likovne izložbe te sportska natjecanja.

## Gospodarstvo
Stanovništvo se uglavnom bavi uzgojem maslina, vinove loze, ribolovom te ponajviše turizmom. U mjestu Šepurine aktivna je i poljoprivredna zadruga s vlastitom uljarom za preradu maslina, dok je u Prvić Luci aktivna poljoprivredno - turistička zadruga "Faust Vrančić" koja do sezone 2011. planira otvoriti Memorijalni centar Faust Vrančić s vanjskim amfiteatrom kao ljetnom pozornicom, polivalentnom dvoranom, suvenirnicom te izumima Fausta Vrančića u prirodnim veličinama. Investicija je vrijedna preko 2,5 milijuna kuna.

## Turizam
Iako turizam predstavlja glavnu gospodarsku granu na otoku, većina smještajnih kapaciteta odnosi se na privatni smještaj u apartmanima, jer na otoku radi samo jedan hotel, otvoren 2004. g., u Prvić Luci. Na otoku postoji i više restorana, pizzeria te kafića. U ljetnim mjesecima česte su priredbe tradicionalnog klapskog pjevanja. Poznate pučke fešte su 2. kolovoza u Prvić Luci (Gospe od Anđela) te 16. kolovoza u Šepurini (sveti Roko).
Krajem kolovoza ili početkom rujna svake se godine održava Burtiž, regata starim tradicionalnim brodicama na latinsko idro. Također, nedavnim uređenjem i održavanjem protupožarnih i poljoprivrednih puteva, otok je dobio i pročišćene staze za brdski biciklizam, trčanje ili rekreaciju na vrhu kojih se nalaze predivni vidikovci s kojih se pruža pogled na Kornate i ostale otoke šibenskog otočja.

## Poznati stanovnici
- Slavni hrvatski polihistor, izumitelj i diplomat Faust Vrančić imao je ljetnikovac u Šepurini te je pokopan na otoku Prviću.
- U Šepurinama je rođen katolički svećenik Ante Antić, koji je umro na glasu svetosti.
- U Šepurinama su rođeni hrvatski povjesničari Jere Jareb i Ljubomir Antić.

## Zanimljivosti
- Osim nekoliko manjih traktora te vatrogasnog vozila, na otoku nema automobila, te se veza s kopnom održava brodom M/B Postira koji plovi nekoliko puta dnevno iz smjera Šibenika i Vodica.
- U ljetnikovcu obitelji Draganić, koji je nekada pripadao obitelji Vrančić, u Šepurini, postoji portret Fausta Vrančića iz 1605. godine nepoznatog autora. Oko 1860. godine netko je noću provalio u crkvu Gospe od Milosti gdje je zakopan Faust Vrančić. Nepoznati vandali mislili su da je tu zakopano blago, no bile su samo tiskane i netiskane izumiteljeve stvari, koje su razbacane po selu.
- Obalna linija otoka iznosi 10,6 kilometara.

## Vanjske poveznice
- O Prviću na InfoAdriatic-u  Arhivirana inačica izvorne stranice od 30. studenoga 2006. (Wayback Machine)
- Prvić Luka online
- Novinski članak o Prviću  Arhivirana inačica izvorne stranice od 22. ožujka 2011. (Wayback Machine)